# Lusotitan atalaiensis
Lusotitan atalaiensis (Lusotitan, “gr. tità de + llat. Portugal”) és un gènere representat per una única espècie de dinosaure sauròpode braquiosàurid, que va viure a la fi del període Juràssic fa aproximadament 152 milions d'anys, en el Kimeridgiano), en allò que avui en dia és Europa.
Lusotitan atalaiensis va ser un sauròpode de gran grandària, va arribar a mesurar 25 metres de llarg, 10 d'alt i a pesar 30 tones. A Lusotitan l'hi considera un braquiosàurid a causa de les espines neurales dorsals baixes, cresta deltopectoral de l'húmer prominent, húmer allargat, i l'eix longitudinal de l'ilion és ascendent. A causa de la similituds amb el braquiosaure és col·locat dins de la família Brachiosauridae. Les restes de Lusotitan s'oposat en la unitat Sobral de la Formació Louriña, en la municipalitat de Peralta, prop d'Atalaia, en Estremadura, Portugal. En 1957 va ser anomenat Brachiosaurus atalaiensis per Lapparent i Zbyszewski, i en 2003 una revisió d'Antunes i Mateus creo un nou gènere per a l'espècie basats en restes postcraneales parcials.